# Йоурова, Вера
Вера Йоурова (чеш. Věra Jourová; 18 августа 1964, Тршебич) — чешский политический деятель. Заместитель председателя Европейской комиссии по ценностям и прозрачности (2019—2024). Министр регионального развития Чехии (2014), европейский комиссар по вопросам юстиции, прав потребителей и гендерного равенства в комиссии Юнкера (2014—2019).

## Биография
Окончила Карлов университет, где училась на отделении теории культуры факультета искусств и на отделении права и юридических наук факультета права. С 1991 года работала в Тршебиче заместителем директора Гражданского культурного центра, затем стала секретарём городского совета. С 2000 года отвечала в компании DHV ČR за кадровую политику, региональное развитие, экономическую политику и финансируемые Евросоюзом проекты. В 2001—2003 годах возглавляла секцию регионального развития в отделении Министерства регионального развития в крае Высочина, а затем в должности заместителя министра занималась проблемами европейской интеграции, с 2006 года занималась консультированием в области предоставления европейских финансовых грантов.
Организация Corporate Europe Observatory, отслеживающая отношения между корпорациями и европейской политикой, отмечала наличие у Йоуровой связей с лидером движения ANO 2011 Андреем Бабишем, который, будучи министром финансов Чехии, оставался совладельцем промышленных компаний и средств массовой информации. Более того, по информации CEO, в 2006—2013 годах, являясь государственной служащей и занимаясь распределением европейских фондов и дотаций, Йоурова была совладельцем фирмы Primavera Consulting, действующей в той же области. В 2006 году она провела один месяц в предварительном заключении (её подозревали в причастности к финансовым злоупотреблениям в связи с проектом реконструкции замка в Будишове), но впоследствии все обвинения были сняты, и по решению Конституционного суда Йоурова получила 3,6 млн крон компенсации.

## Политическая деятельность
Политическую карьеру начинала в Чешской социал-демократической партии, в которую входила в 2000—2003 годах. В 2009 году баллотировалась в Европарламент от Европейской демократической партии, в 2010 году в чешский парламент от Христианско-демократического союза — Чехословацкой народной партии. В 2013 году перешла в партию ANO 2011.
С 26 октября 2013 по 21 октября 2014 года состояла в Палате депутатов парламента Чешской Республики.
С 29 января по 3 октября 2014 года являлась министром регионального развития Чешской Республики.

### В Европейской комиссии
1 ноября 2014 года вступила в должность европейского комиссара по вопросам юстиции, прав потребителей и гендерного равенства.
В 2019 году журнал Time включил Йоурову в число 100 самых влиятельных людей мира в связи с её участием в проведении через Европейский парламент общего регламента по защите данных.
10 сентября 2019 года вошла в должности заместителя председателя в опубликованный список формируемой Комиссии фон дер Ляйен, со сферой ответственности в области политики сохранения европейских ценностей и транспарентности.
13 января 2021 года после блокировки аккаунтов президента США Дональда Трампа в Twitter и Facebook назвала такие полномочия корпораций угрозой свободе слова.
30 апреля 2021 года вошла в опубликованный Министерством иностранных дел России список шести должностных лиц Евросоюза, которым запрещён въезд в Россию в ответ на аналогичные меры властей против шести граждан России. В комментарии для журналистов Йоурова связала эти санкции с её высказываниями по поводу причастности России к взрывам на складе в Врбетице.
31 мая 2024 года в интервью Bloomberg TV назвала платформу Telegram проблемой, поскольку с аудиторией 42 млн человек она не попадает под действие Закона о цифровых услугах, которым на территории Европейского союза вводится мониторинг информационных ресурсов, имеющих не менее 45 млн подписчиков. По утверждению Йоуровой, «находящийся в российской собственности сервис» (Russian-owned service) распространяет фальшивые новости преимущественно на территории восточных стран — членов Евросоюза. Представитель Telegram отметил позднее в своём комментарии, что платформа в соответствии с санкциями ЕС заблокировала каналы RT, Sputnik и NewsFront.

## Награды
- Великий офицер ордена Звезды Румынии (4 февраля 2025 года, Румыния)[12]